# Danilo Celano
Danilo Celano (Vasto, província de Chieti, 7 de desembre de 1989) és un ciclista italià, professional des del 2016. En el seu palmarès destaca la general del Tour de Langkawi de 2020.

## Palmarès
- 2015
  - 1r al Trofeu Matteotti sub-23
  - 1r al Giro del Casentino
  - 1r al Gran Premi Chianti Colline d'Elsa
- 2017
  - 1r al Giro dels Apenins
- 2019
  - 1r al Tour de Langkawi